# M103 (harckocsi)
Az M103 nehéz harckocsi az Amerikai Egyesült Államok Hadseregének és Tengerészgyalogságának típusa volt a hidegháború alatt. Az M1 Abrams kifejlesztéséig ez volt a legnehezebb és legvastagabb páncélzattal rendelkező amerikai harckocsi.

## Fejlesztés

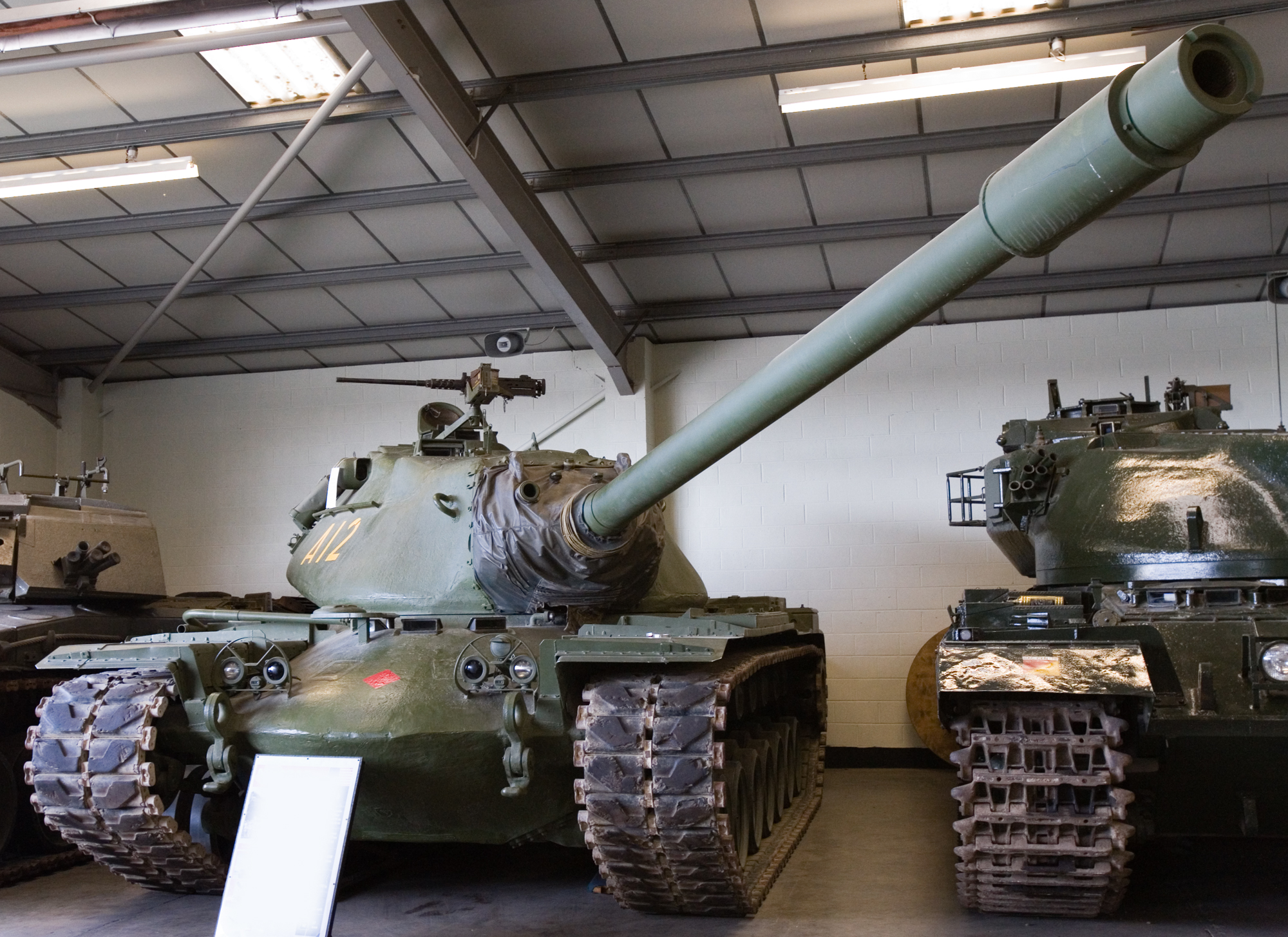
Egy M103A2 a Bovington Harckocsimúzeumban kiállítva

Akárcsak kortársát, a brit Conqueror harckocsit, az M103-at is a szovjet ISZ–3 és a T–10 ellen fejlesztették ki. 120 mm-es lövege alkalmas lett volna a szovjet páncélosok megsemmisítésére. 1953 és 1954 között 300 darab harckocsit építettek a Chryslernél T43E1 megjelöléssel. A tesztek elégtelen eredményeket adtak, ezért az állományt raktárba helyezték és csak javítások, módosítások után kapott harckész minősítést. A T43E1 mintapéldány futóműve sok hasonlóságot mutatott az M26 Pershinggel. A páncélos tornya és törzse azonban eltért tőle. Az M103 későbbi változatai számos alkotórészében megegyeztek az M47-tel, az M48-cal és az M60 páncélossal. A felfüggesztés azonos volt az előbb említett tankokéval, némi módosítástól eltekintve, melyekre a nagyobb súly miatt volt szükség.
Az M103 egyik nagy hátránya az alulmotorizáltság volt, az erőforrás teljesítménye soha nem érte el a kellő mértéket, hogy ekkora súlyt igazán hatékonyan mozgasson. Valamint a meghajtórendszer sem volt megfelelő és az üzemanyag-fogyasztás is magas volt. A páncélos hatótávolsága sem volt túl nagy, de ez a szerepkörét tekintve nem okozott nagyobb problémákat.
A páncélzat készítése során hegesztett, hengerelt és öntött acélt használtak, melynek maximális vastagsága a törzs esetében 178 mm volt. A torony az eddigi legnagyobb méretű volt az amerikai harckocsik történetében. A toronyban négy személy foglalt helyet: a parancsnok, az irányzó és két töltőkezelő. Még egy töltőkezelőre azért volt szükség, mert az M103 osztott lőszerrel tüzelt.

## Alkalmazás
Az amerikai hadsereg 1958-tól csak egy nehézpáncélos zászlóaljat állomásoztatott. Egy zászlóalj négy századból állt. Minden század hat szakaszból tevődött össze, ezek pedig három-három harckocsiból álltak. Így a századok 18 db M103 tankkal rendelkeztek. Ez eltért a megszokott összeállítástól, melyet az amerikai hadseregben alkalmaztak. A tengerészgyalogság egy-egy M103 századot helyezett minden páncéloszászlóaljba.
Mialatt az amerikai hadsereg 1963-ban kivonta az M103-kat az első vonalból, és az M60 típus lépett a helyükbe, a tengerészgyalogság páncélosai hadrendben maradtak a 70-es évek első feléig, míg ők is megkapták az M60-kat. Az M103 kivonása után az amerikaiak csak az M1 Abrams kifejlesztésével jutottak olyan tankhoz, melynek 120 mm-es lövege volt.
Az M103-t soha nem vetették be harci cselekményekben, és csak az Egyesült Államok haderejében alkalmazták. Számos kiállított páncélos található az Egyesült Államokban.

## Változatok

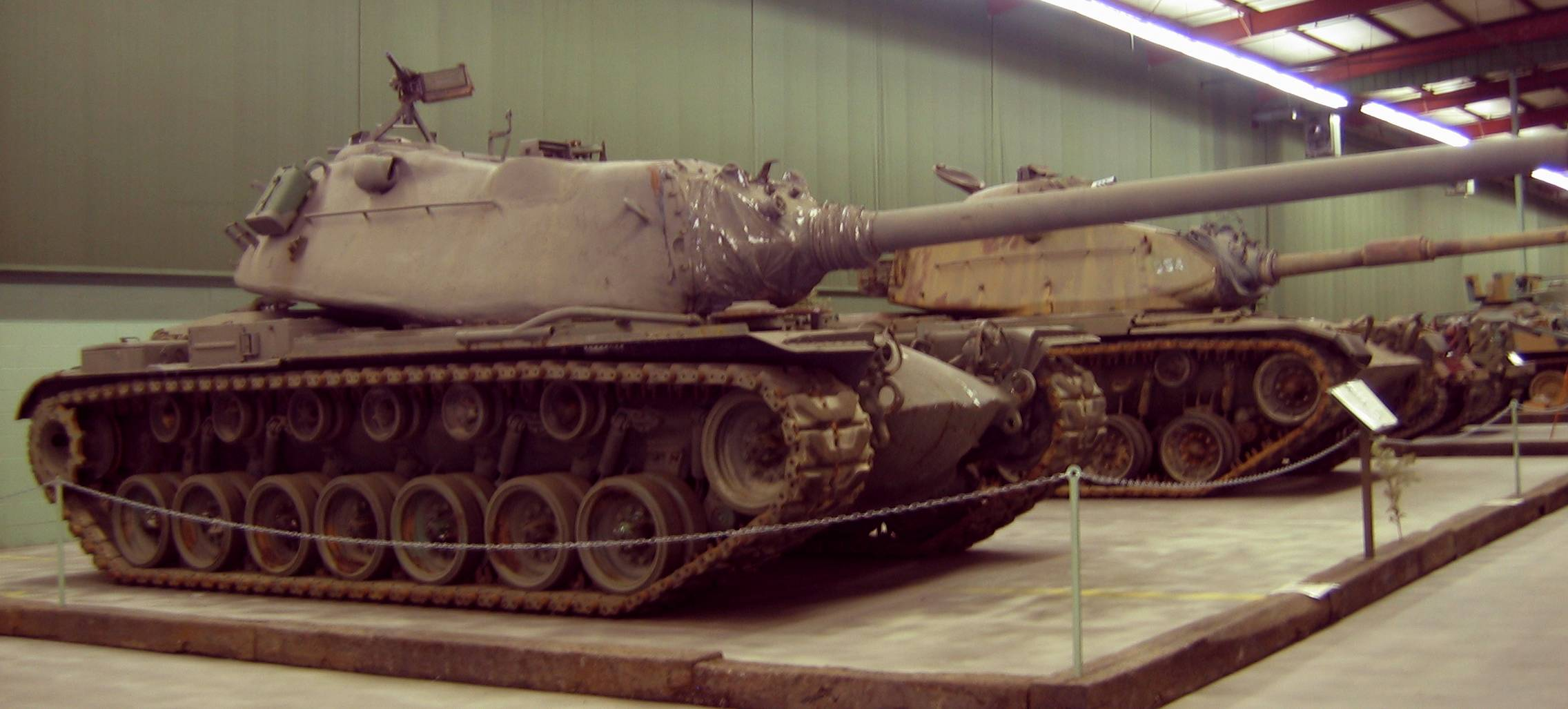
Kiállított M103

- T43E1
- M103
- M103A1
- M103A2

## Fordítás
Ez a szócikk részben vagy egészben  a   M103 heavy tank című angol Wikipédia-szócikk ezen változatának fordításán alapul.  Az eredeti cikk szerkesztőit annak laptörténete sorolja fel. Ez a jelzés csupán a megfogalmazás eredetét és a szerzői jogokat jelzi, nem szolgál a cikkben szereplő információk forrásmegjelöléseként.